# Брэдшоу-Уайт, Луиза
Луи́за Брэ́дшоу-Уа́йт (англ. Luisa Bradshaw-White; род. 9 декабря 1974, Исткот, Англия) — английская актриса.

## Биография
Луиза Брэдшоу-Уайт родилась 9 декабря 1974 года в Исткоте, Англия. У неё есть старшая сестра Саша. Их отец Энтони умер в 1998 году. Луиза окончила среднюю школу Хэйдон в Пинере, Северный Лондон. В детстве некоторое время страдала булимией, а позже стала вегетарианкой.

## Карьера
Она начала карьеру актрисы в 1988 году. С 1991 по 1994 год снималась в сериале «Гранж Хилл», с 1996 по 1997 год — в сериале «Эта жизнь». В 1997 году снялась в клипе Элтона Джона «Something About the Way you Look Tonight».
С 2001 по 2005 год Луиза снималась в телесериале «Холби Сити». С 2005 по 2011 год она сделала перерыв в кинокарьере для того, чтобы дома заниматься воспитанием дочерей её подруги Аннетт Йео, с которой жила на протяжении 15 лет. С 2013 года снимается в сериале «Жители Ист-Энда».

## Фильмография
| Год          |     | Русское название          | Оригинальное название  | Роль                                 |
| ------------ | --- | ------------------------- | ---------------------- | ------------------------------------ |
| 1988         | тф  | Дружба в Вене             | A Friendship in Vienna | Герта                                |
| 1991—1994    | с   | Грэндж Хилл               | Grange Hill            | Мария Уоттс                          |
| 1995         | с   | Вера в будущее            | Faith in the Future    | групи                                |
| 1995—1997    | с   | Чисто английское убийство | The Bill               | Паула Дэвис/Джуди Киллик/Шелли Бейтс |
| 1996—1997    | с   | Эта жизнь                 | This Life              | Кира                                 |
| 1997         | с   | Империя бриттов           | The Brittas Empire     | Энджи                                |
| 1997         | с   | Детектив Джек Фрост       | A Touch of Frost       | Джоанна Лоусон                       |
| 1997—1998    | с   | Одного поля ягода         | Birds of a Feather     | Доун                                 |
| 1998         | кор | Прекрасный мир            | Wonderful World        | Натали                               |
| 1998         | с   | Графтеры                  | Grafters               | Дэбби                                |
| 1999         | с   | Большой плохой мир        | Big Bad World          | Саманта                              |
| 1999         | с   | Плохие девочки            | Bad Girls              | Лорна Роуз                           |
| 1999         | ф   | Эскорт                    | Mauvaise passe         | хозяйка Эвиты                        |
| 2000         | с   | В защиту                  | In Defence             | Джеки Элльменн                       |
| 2000         | кор | Значимый секс             | Meaningful Sex         | Сэйди                                |
| 2001         | с   | Лондон горит              | London's Burning       | Линн Бэйли                           |
| 2001—2005    | с   | Холби Сити                | Holby City             | Лиза Фокс                            |
| 2005         | с   | Катастрофа в Холби Сити   | Casualty@Holby City    | Лиза Фокс                            |
| 2011         | с   | Врачи                     | Doctors                | Ханна Хэмпсон                        |
| 2012         | с   | В тылу                    | Homefront              | Никки                                |
| 2013 — н. в. | с   | Жители Ист-Энда           | EastEnders             | Тина Картер                          |